# Eremiaphila numida
Eremiaphila numida är en bönsyrseart som beskrevs av Henri Saussure 1872. Eremiaphila numida ingår i släktet Eremiaphila och familjen Eremiaphilidae. Inga underarter finns listade i Catalogue of Life.